# Dana Golombek

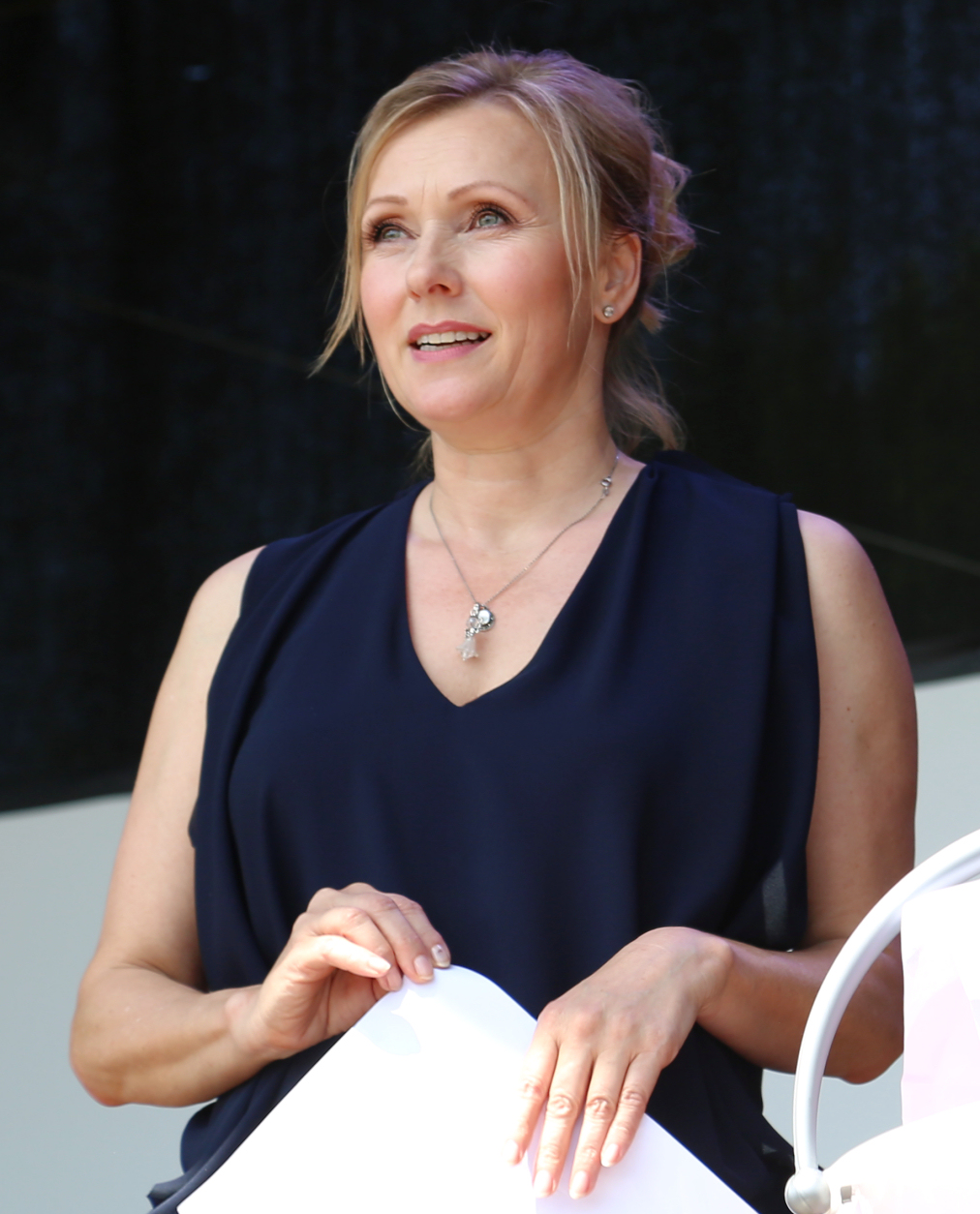
Dana Golombek (2017)

Dana Golombek (bürgerlich: Dana von Senden; * 12. Juli 1970 in Brandenburg an der Havel) ist eine deutsche Schauspielerin und Sängerin.

## Leben und Wirken
Dana Golombek ist die Tochter des Opernregisseurs Helmut von Senden. Der Rock- und Opernsänger Manuel von Senden ist ihr Halbbruder. Golombek wuchs in Schenkenberg (Kreis Brandenburg-Land) auf. Sie besuchte die Polytechnische Oberschule in Jeserig und machte 1989 auf der Erweiterten Oberschule in Ziesar ihr Abitur.
Golombek wollte bereits als Kind Schauspielerin werden. Ihr Großvater war ebenfalls Sänger und Schauspieler. Zunächst begann Golombek 1989 an der Humboldt-Universität zu Berlin ein Lehramtsstudium in den Fächern Deutsch und Kunst. Parallel ließ sie sich in Gesang und Tanz ausbilden und wechselte dann auf die Schauspielschule Die Etage, wo sie von 1992 bis 1994 ihre Schauspielausbildung absolvierte.
Nebenbei arbeitete sie als Model für Werbung und Print. Außerdem moderierte sie kurze Zeit das Wetter im Sat.1-Frühstücksfernsehen, damals noch Guten Morgen mit SAT.1. 1991 wurde sie zur Miss Brandenburg gekürt. 1992 hatte sie ihre erste internationale Filmrolle an der Seite von Anthony Hopkins und Isabella Rossellini in John Schlesingers … und der Himmel steht still. Golombek spielte in zahlreichen deutschen Fernsehfilmen und -serien. Einem größeren Publikum wurde sie als Stefanie in der RTL-Serie Die Camper bekannt.
Von April 2017 bis Februar 2018 übernahm Golombek eine der Hauptrollen als Sigrid Claasen in der 14. Staffel der ARD-Telenovela Rote Rosen.
Als Jazz- und Chansonsängerin war Golombek mit ihrem Programm SIE la vie in diversen Jazz-Clubs zu sehen, wo sie im Unterschied zu ihrer Schauspielkarriere unter dem Namen Dana Golombek von Senden auftrat. Golombek ist mit vier eigenen literarisch musikalischen Bühnenprogrammen und szenischen Lesungen zu sehen.
Seit 2021 ist sie als freie Produzentin, Regisseurin und Programmgestalterin des Hörbuchverlages DieGehörGäng tätig.
Golombek ist ausgebildete Heilpraktikerin und zertifizierte Yogalehrerin.

### Privates
Golombek lebte von 2012 bis 2020 mit dem Schauspieler Christoph M. Ohrt in Berlin zusammen. Im Februar 2020 gab das Paar seine Trennung bekannt.

### Soziales Engagement
Seit 2003 engagiert sich Golombek bei Plan International und ist dort Botschafterin von Plans Kampagne Girls Get Equal. Die Schauspielerin und Sängerin ist auch Plan-Patin. Sie reiste für Plan International 2015 nach Sri Lanka und zuletzt 2020 nach Peru.

## Auszeichnungen
Dana Golombek erhielt zweimal den Ensemble Comedypreis mit Ladykracher (2002, 2003) und für die Serie Kinder, Kinder den Comedypreis in der Kategorie Beste Serie 2007 (Kinder, Kinder) sowie eine Nominierung zum Deutschen Fernsehpreis.

## Filmografie
- 1993: … und der Himmel steht still
- 1993: Gute Zeiten, schlechte Zeiten (Fernsehserie, 2 Folgen)
- 1994: Wie Pech und Schwefel (Fernsehserie, 1 Folge)
- 1996: Immer wieder Sonntag (Fernsehserie, 3 Folgen)
- 1996: Die Männer vom K3 (Fernsehserie, Folge Eine saubere Stadt)
- 1996: Wolkenstein
- 1997: Liebling Kreuzberg (Fernsehserie, Folge Schmerzensgeld)
- 1998–2023: Großstadtrevier (Fernsehserie, 2 Folgen, verschiedene Rollen)
- 1998: So ein Zirkus
- 1998–2012: Unser Charly (Fernsehserie, 4 Folgen, verschiedene Rollen)
- 1999–2006: Die Camper (Fernsehserie, 104 Folgen)
- 1999: Herzschlag – Das Ärzteteam Nord (Fernsehserie, 1 Folge)
- 2000: Ben & Maria – Liebe auf den zweiten Blick
- 2000: Höllische Nachbarn – Chaos im Hotel
- 2000: Im Namen des Gesetzes (Fernsehserie, 2 Folgen)
- 2000: Höllische Nachbarn – Nur Frauen sind schlimmer
- 2001: Traumfrau mit Verspätung
- 2001–2020: In aller Freundschaft (Fernsehserie, 5 Folgen, verschiedene Rollen)
- 2001: Küstenwache (Fernsehserie, 1 Folge)
- 2002: Polizeiruf 110: Memory (Fernsehreihe)
- 2002–2003: Ladykracher (Fernsehserie, 24 Folgen)
- 2003: Ein Vater für Klette
- 2003: Edel & Starck (Fernsehserie, Folge Das Geschäft mit der Liebe)
- 2005: Morgenschwarm
- 2005: Agathe kann’s nicht lassen – Alles oder nichts (Fernsehreihe)
- 2005: La Dolce Rita
- 2005: Playa del Futuro
- 2006: Eine Krone für Isabell
- 2006–2010: Alarm für Cobra 11 – Die Autobahnpolizei (Fernsehserie, 2 Folgen)
- 2006–2014: SOKO Wismar (Fernsehserie, 2 Folgen, verschiedene Rollen)
- 2006: Polizeiruf 110: Schneewittchen
- 2007: Tatort: Blutsbande (Fernsehreihe)
- 2007: Tatort: Engel der Nacht
- 2007: Leroy
- 2007: Kinder, Kinder (Miniserie)
- 2009: Die Blücherbande
- 2009: Der Landarzt (Fernsehserie, 1 Folge)
- 2009: Der Kriminalist (Fernsehserie, 1 Folge)
- 2009: Allein unter Schülern
- 2009: Schaumküsse
- 2009: Richterin ohne Robe
- 2010: Der letzte Bulle (Fernsehserie, Folge Im Schatten von Feng-Shui)
- 2010: Liebe und andere Delikatessen
- 2011: Allein unter Müttern
- 2011–2018: SOKO Köln (Fernsehserie, 2 Folgen, verschiedene Rollen)
- 2012: Allein unter Nachbarn
- 2012: Der Alte (Fernsehserie, 1 Folge)
- 2013: Neue Adresse Paradies
- 2013: Inga Lindström – Wer wenn nicht Du
- 2013: Wenkes Verbrecher (Fernsehserie, Folge Beiß nicht gleich in jeden Apfel)
- 2013: SOKO München (Fernsehserie, 1 Folge)
- 2013: Der Bergdoktor (Fernsehserie, Folge 6/7 Allein)
- 2013: Tierärztin Dr. Mertens (Fernsehserie, 1 Folge)
- 2014: Morden im Norden (Fernsehserie, Folge Blumenopfer)
- 2014: SOKO Leipzig (Fernsehserie, Folge Dumm gelaufen)
- 2014: Allein unter Ärzten
- 2015: Organversagen (Kurzfilm)
- 2015–2024: Bettys Diagnose (Fernsehserie, 3 Folgen, verschiedene Rollen)
- 2016: Rosamunde Pilcher – Lizenz zum Seitensprung
- 2016: Der Staatsanwalt (Fernsehserie, 1 Folge)
- 2016: Offline – Das Leben ist kein Bonuslevel
- 2016: Frühling (Fernsehreihe, 1 Folge)
- 2017: Viel zu nah
- 2017: Professor T. (Fernsehserie, 1 Folge)
- 2017: Ein Fisch namens Liebe
- 2017–2018: Rote Rosen (Fernsehserie, 204 Folgen)
- 2017–2022: Notruf Hafenkante (Fernsehserie, 3 Folgen, verschiedene Rollen)
- 2018: Familie Dr. Kleist (Fernsehserie, 1 Folge)
- 2018: Das Traumschiff – Hawaii (Fernsehreihe)
- 2020: Falk (Fernsehserie, 1 Folge)
- 2021: Wir bleiben Freunde
- 2021: Bettys Diagnose (Fernsehserie, Folge Kein Empfang)
- 2022: SOKO Stuttgart (Fernsehserie, Folge Vergissmeinnicht)
- 2022: Gebranntes Kind (Kurzfilm)
- 2023: Inga Lindström: Hanna und das gute Leben
- 2024: Praxis mit Meerblick – Geheimnisse

## Diskografie
- 2012: Cirrocuma – Das Wolkenschaf (listen2this)[16]
- 2021: Die Kunst, Champagner zu trinken von Amélie Nothomb, Sprecherin (DieGehörGäng)[17]
- 2021: Gut in Schuß mit leichten Macken von Bibo Loebnau, Sprecherin (DieGehörGäng)[18]
- 2021: Das Kind der Welten von Lana Morgenstern, Sprecherin (DieGehörGäng)[19]
- 2021: Not und Gebot von Heribert Prantl, Regie (DieGehörGäng)[20]